# Kapillarsauger
Kapillarsauger oder Solenophagen, von griechisch σωλήν (solén) = Röhre, Rinne und φαγείν (phageín) = essen, sind diejenigen blutsaugenden Insekten (Hämatophagie), welche mit einem sehr dünnen Mundwerkzeug (Stechapparat) ganz gezielt eine Blutkapillare anstechen und nichts weiter als Blut aufnehmen. Dazu gehören z. B. alle Stechmücken (Culicidae) und der Wadenstecher (Stomoxys calcitrans).
Mit Solenophagie wird die entsprechende Ernährungsweise bezeichnet. Die englische Bezeichnung ist „capillary feeding“. Aber auch „Solenophagy“ wird in der englischen Fachliteratur gebraucht.
Siehe auch: Pool feeder